# Entella (Fluss)
Der Fluss Entella entspringt dem Zusammenfluss der drei Bäche Lavagna, Graveglia und Sturla auf Höhe der Gemeinde Carasco. Das breite Flussbett ist größtenteils mit Kieselsteinen bedeckt und endet nach einem kurzen Verlauf von acht Kilometern im Golfo del Tigullio des Ligurischen Meers. Dabei bildet die Entella trotz ihrer beschränkten Länge eine der größten Ebenen (die Entellaebene) der Region Ligurien. Die Mündung des Flusses befindet sich zwischen den zwei Städten Chiavari und Lavagna.
Mit einer durchschnittlichen Abflussmenge von 15 m³/s ist die Entella der größte Wasserlauf der Metropolitanstadt Genua. Das von ihr gespeiste Grundwassernetz dient den beiden Städten Chiavari und Lavagna zur Wasserversorgung. Die Abflussmenge variiert saisonal sehr stark, so kann sie im Herbst bis zu 2.800 m³/s erreichen, was in der Vergangenheit zu schweren Überschwemmungen der Zone geführt hat.